# Marcel Balsa
Marcel Balsa (* 1. Januar 1909 in Saint-Frion, Creuse; † 11. August 1984 Maisons-Alfort) war ein französischer Automobilrennfahrer.

## Karriere
Der Franzose Marcel Balsa begann seine Rennkarriere nach dem Zweiten Weltkrieg auf einem (von 40) gebrauchten Bugatti T51, Baujahr 1931, und war damit bei nationalen französischen Rennen erfolgreich. Er startete nur bei einem Rennen zur Automobil-Weltmeisterschaft. Beim Großen Preis von Deutschland 1952 auf dem Nürburgring ging er mit einem Formel-2-Eigenbau mit BMW-Motor ins Rennen, schied aber in der siebten Runde aus. Der Sieg ging an Alberto Ascari im Ferrari 500. Balsa gewann 1953 ein nationales Formel-Rennen in Montlhéry und zog sich dann vom Rennsport zurück.

## Statistik

### Statistik in der Automobil-Weltmeisterschaft

#### Gesamtübersicht
| Saison | Team         | Chassis     | Motor      | Rennen | Siege | Zweiter | Dritter | Poles | schn. Rennrunden | Punkte | WM-Pos. |
| ------ | ------------ | ----------- | ---------- | ------ | ----- | ------- | ------- | ----- | ---------------- | ------ | ------- |
| 1952   | Marcel Balsa | BMW Special | BMW 2.0 L6 | 1      | −     | −       | −       | −     | −                | −      | NC      |
| Gesamt | Gesamt       | Gesamt      | Gesamt     | 1      | −     | −       | −       | −     | −                | −      |         |

#### Einzelergebnisse
| Saison | 1 | 2 | 3 | 4 | 5   | 6 | 7 | 8 |
| ------ | - | - | - | - | --- | - | - | - |
| 1952   |   |   |   |   |     |   |   |   |
|        |   |   |   |   | DNF |   |   |   |

| Legende  | Legende            | Legende                                                          |
| Farbe    | Abkürzung          | Bedeutung                                                        |
| -------- | ------------------ | ---------------------------------------------------------------- |
| Gold     | –                  | Sieg                                                             |
| Silber   | –                  | 2. Platz                                                         |
| Bronze   | –                  | 3. Platz                                                         |
| Grün     | –                  | Platzierung in den Punkten                                       |
| Blau     | –                  | Klassifiziert außerhalb der Punkteränge                          |
| Violett  | DNF                | Rennen nicht beendet (did not finish)                            |
| Violett  | NC                 | nicht klassifiziert (not classified)                             |
| Rot      | DNQ                | nicht qualifiziert (did not qualify)                             |
| Rot      | DNPQ               | in Vorqualifikation gescheitert (did not pre-qualify)            |
| Schwarz  | DSQ                | disqualifiziert (disqualified)                                   |
| Weiß     | DNS                | nicht am Start (did not start)                                   |
| Weiß     | WD                 | zurückgezogen (withdrawn)                                        |
| Hellblau | PO                 | nur am Training teilgenommen (practiced only)                    |
| Hellblau | TD                 | Freitags-Testfahrer (test driver)                                |
| ohne     | DNP                | nicht am Training teilgenommen (did not practice)                |
| ohne     | INJ                | verletzt oder krank (injured)                                    |
| ohne     | EX                 | ausgeschlossen (excluded)                                        |
| ohne     | DNA                | nicht erschienen (did not arrive)                                |
| ohne     | C                  | Rennen abgesagt (cancelled)                                      |
| ohne     | keine WM-Teilnahme |                                                                  |
| sonstige | P/fett             | Pole-Position                                                    |
| sonstige | 1/2/3/4/5/6/7/8    | Punktplatzierung im Sprint-/Qualifikationsrennen                 |
| sonstige | SR/kursiv          | Schnellste Rennrunde                                             |
| sonstige | *                  | nicht im Ziel, aufgrund der zurückgelegten Distanz aber gewertet |
| sonstige | ()                 | Streichresultate                                                 |
| sonstige | unterstrichen      | Führender in der Gesamtwertung                                   |